# Горас Райс
Горас Райс (англ. Horace Rice; 1 січня 1872 — 1 січня 1950) — колишній британський тенісист.
Здобув 26 одиночних титулів.
Перемагав на турнірах Великого шолома в одиночному, парному та змішаному парному розрядах.

## Фінали турнірів Великого шолома

### Одиночний розряд (1–3)
| Результат | Рік  | Турнір                | Покриття | Суперник     | Рахунок            |
| --------- | ---- | --------------------- | -------- | ------------ | ------------------ |
| Перемога  | 1907 | Чемпіонат Австралазії | Трава    | Гаррі Паркер | 6–3, 6–4, 6–4      |
| Поразка   | 1910 | Чемпіонат Австралазії | Трава    | Родні Гіт    | 4–6, 3–6, 3–6      |
| Поразка   | 1911 | Чемпіонат Австралазії | Трава    | Норман Брукс | 2–6, 3–6, 3–6      |
| Поразка   | 1915 | Чемпіонат Австралазії | Трава    | Ґордон Лоу   | 6–4, 1–6, 2–6, 4–6 |

### Мікст: 1 (1 перемога)
| Результат | Рік  | Турнір                | Покриття | Партнер             | Суперники                        | Рахунок       |
| --------- | ---- | --------------------- | -------- | ------------------- | -------------------------------- | ------------- |
| Перемога  | 1923 | Чемпіонат Австралазії | Трава    | Сільвія Ланс-Гарпер | Маргарет Моулсворт Берт Ст. Джон | 2–6, 6–4, 6–4 |

Коли Горас Райс здобув свій останній титул на турнірах Великого шлему і свій єдиний титул у змішаному парному розряді (18 серпня 1923), йому було 50 років і 347 днів, що є абсолютним рекордом серед чоловіків.